# Andrzej Gudański
Andrzej Gudański (26 juni 1979, Łobez) is een Poolse beeldend kunstenaar die zich bezighoudt met schilderen, tekenen en keramiek. Hij is vooral bekend om zijn door het futurisme en surrealisme beïnvloede schilderijen. Gudański nam reeds driemaal deel aan de Biënnale van Florence.

## Biografie
Gudański begon te tekenen en schilderen toen hij acht jaar oud was. Op twaalfjarige leeftijd had hij zijn eerste werken in olieverf geschilderd. Tegen de leeftijd van veertien begon hij reeds met zijn werken te koop aan te bieden, zowel olieverf- als aquarelschilderijen. Hij is afgestudeerd aan de Łobez High School.

### Oeuvre en stijl
Hij ontwikkelde doorheen de jaren een eigen en unieke stijl die beïnvloed werd door het futurisme en in het bijzonder het surrealisme in de stijl van Salvador Dali. Zijn werken zitten vol emotie, poëzie, humor, angst en zijn gehuld in een surrealistisch aura. Gudański combineert het ongebruikelijke en absurde. Veel van Gudański's schilderijen omvatten stripfiguurachtige personages en symbolen zoals neushoorns, vissen en vogels.
De Britse kunsthistorica Janina Ramirez omschrijft Gudanski's werk als volgt: Het waren de kleuren die mij het eerst grepen - als een glas-in-loodraam vol contrasten - maar toen ik verder keek, besefte ik dat er een passie en energie in zijn beelden zit, zoals ik die maar zelden ben tegengekomen. Soms verdringt hij het canvas, waardoor de kijker van streek raakt door hem of haar in de compositie te betrekken. Andere keren is Gudanski aan het sparren en laat hij ruimte over voor slechts een paar abstracte gezichten of een gele flits. Er zit zoveel humor in sommige van zijn composities, met levensgrote karakters die zich bezighouden met dynamische, opwindende activiteiten. Maar er is ook een verlangen en gevoeligheid, een pijn die een turbulent leven weerspiegelt dat wordt ervaren tegen de achtergrond van de snel veranderende geschiedenis van Polen. Gudanski is duidelijk geïnspireerd door Picasso en het kubisme en brengt een unieke benadering die zich verdiept in de menselijke vorm en het gezicht als voertuig om het onuitsprekelijke uit te drukken. Zijn figuren zijn op hun beurt statisch en waardig, cartoonachtig en onderhoudend, sierlijk en vloeiend. Hij gebruikt kleur om verschillende emoties met zoveel zelfvertrouwen naar voren te brengen en je kunt niet anders dan ontroerd raken door zijn werk.
Zijn oeuvre bestaat naast olieverfschilderijen en tekeningen ook uit eigen ontworpen sculpturen in keramiek en brons. Voor diverse personages die Gudański aan bod laat komen in zijn schilderijen, zoals de "Lunar Man", "Crazy Rider" en "Mrs Fly and Yellow Dog" heeft de kunstenaar bronzen beelden ontworpen waardoor een wisselwerking bestaat tussen zijn schilderijen en zijn sculpturen. 

### Kunstgalerijen en tentoonstellingen
In 1999 begon de kunstenaar deel te nemen aan tentoonstellingen en kunstbeurzen in zijn eigen land, o.m. in Nowogard,  Goleniów en Świnoujście. Zijn werken bleven niet onopgemerkt en zo kreeg hij reeds op 20-jarige leeftijd de kans om enkele schilderijen tentoon te stellen in het Museum van Koszalin. In 2001 nam hij deel aan een kunsttentoonstelling in het theater Teatr Polski in de Poolse grootstad Szczecin.
Hij nam meermaals deel aan kunstvoorstellingen van gerenommeerde kunstgalerijen in binnen- en buitenland en werkt zo onder meer samen met de Agora Gallery in New York, de Domain Gallery in Mallorca, de Saatchi Gallery in Londen, de Gora Gallery Montréal in Canada, de World Fine Art Gallery in New York en de New City Gallery in London.
In 2005 nam Gudański voor de eerste maal deel aan de internationale kunstbeurs Biënnale van Florence in Italië. Hij nam eveneens deel aan de twee daaropvolgende edities.  
In 2011 stelde hij samen met Poolse en Britse ambassadeurs een selectie van werken tentoon in de Euston Gallery Kuweit, ter gelegenheid van het Poolse voorzitterschap van de Europese Unie. Datzelfde jaar werd hij uitgenodigd om deel te nemen aan de Art Expo in New York. 

### Awards
Een jaar later werd Gudański genomineerd voor de internationale Palm Art Award-wedstrijd. In 2013 ontving hij de prijs "The dragon of Łobez County" in de categorie “Culture and Art” in Łobez.

### Privéleven
Na een tijdje in Duitsland gewoond te hebben, verhuisde Gudański naar Maigh Cuilinn (Moycullen) in Ierland, waar hij nog steeds woont en werkt. In 2015 richtte hij in Clifden, in het Ierse graafschap Galway, zijn eigen kunstgalerij op.

## Tentoonstellingen (selectie)
- 1999 - Stadsbibliotheken van Novgorod, Goleniów, Świnoujście
- 2000 - Museum van Koszalin
- 2001 - Pools theater in Szczecin
- 2003 - Vernissage in het district Starosty in Stargard Szczeciński
- 2003 - Agora Gallery New York
- 2004 - Domein Galerij/ Dominion Gallery, Mallorca, Spanje
- 2005 - Saatchi Gallery Londen
- 2005 - V Internationale Biënnale dell-ART E, Florence, Italië
- 2006 - Gora Gallery, Montreal, Canada
- 2007 - VI Internationale tweejaarlijkse dell-ART E Florence Italië
- 2008 - World Fine Art Gallery, New York
- 2009 - VIIe Internazionale dell-ART E Biënnale van Florence Italië
- 2010 - New City Gallery, Londen
- 2011 - Euston Gallery in Kuweit ter gelegenheid van het Poolse voorzitterschap van de Europese Unie met de deelname van de Poolse en Britse ambassadeurs
- 2011 - ART EXPO in New York

## Geselecteerde werken
In een periode van bijna 30 jaar maakte Andrzej Gudański ruim 2.500 schilderijen en tekeningen. Veel van zijn werken zijn groot in omvang.
- Underwater world (120 x 100 cm, 2017)
- Far expedition (100 x 100 cm, 2017)
- Water lilies (90 x 90 cm, 2017)
- Underwater World (150 x 120 cm, 2018)
- Dance real close (100 x 70 cm, 2018)
- A Ship of Hope (90 x 80 cm, 2018)
- Dawn on the lake (90 x 80 cm, 2019)
- A bird in the thickets (80 x 70 cm, 2019)
- The Dancing Duo (60 x 50 cm, 2019)
- Dream of the Valley (100 x 130 cm, 2019)
- In The Sunshine (100 x 70 cm, 2019)
- Lady in a hat (70 x 50 cm, 2020)
- My yellow dog (90 x 60 cm, 2020)
- Night watch (100 x 70 cm, 2020)
- Fleeting day (160 x 130 cm, 2020)
- Nostalgia (100 x 70 cm, 2020)
- The secret of the blue dress (100 x 80 cm, 2020)
- The Mating Dance (120 x 100 cm, 2022)
- People in the mirror (150 x 120cm, 2022)